# Peter Schreyer

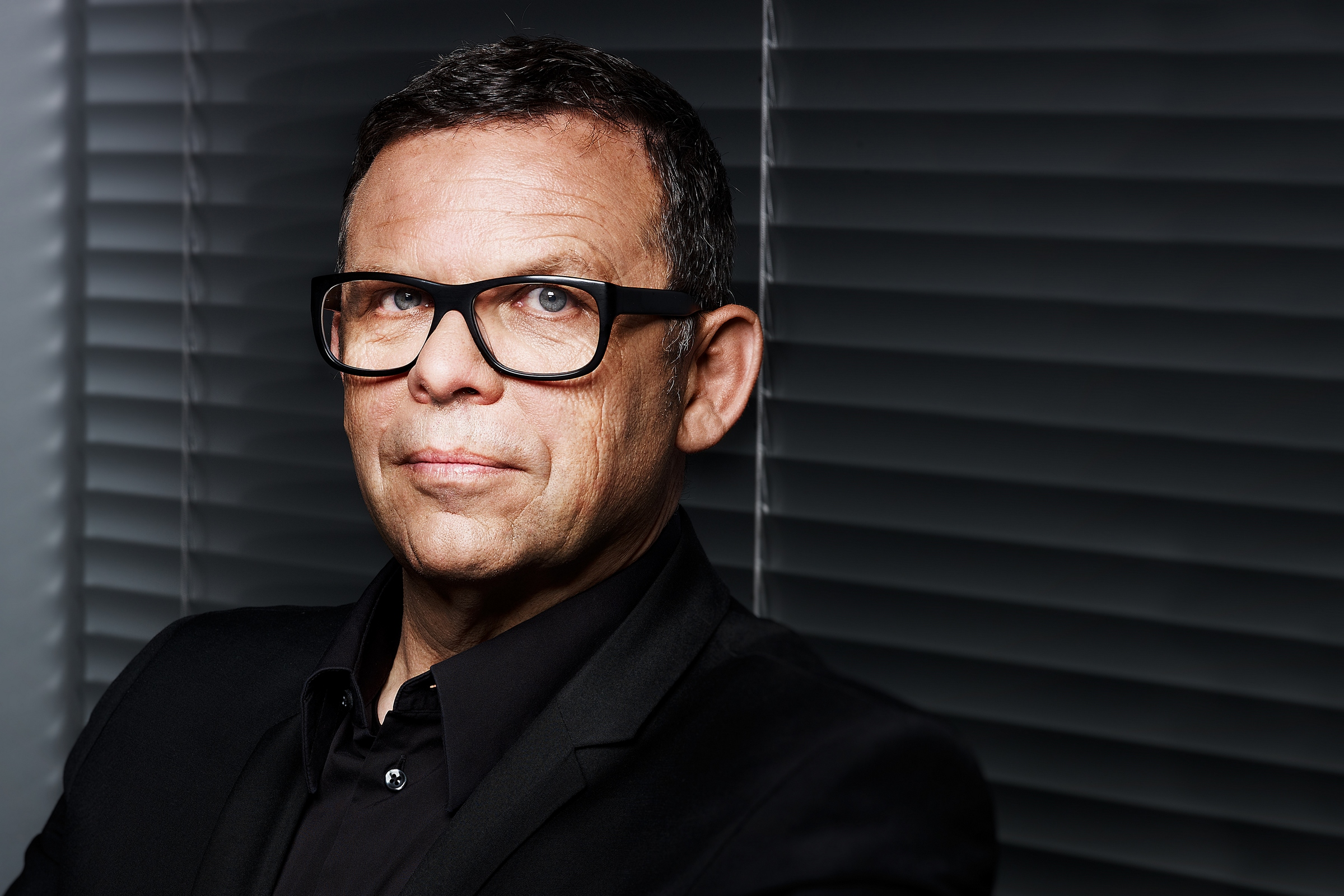
Peter Schreyer (2011)

Peter Schreyer (* 1953 in Bad Reichenhall) ist ein mehrfach ausgezeichneter deutscher Designer in der Automobilindustrie und ein Künstler.
Von 1979 an für den Volkswagen-Konzern tätig, wechselte Schreyer 2006 in leitender Position zur Designabteilung von Kia Motors. 2013 wurde er zu einem der Firmenpräsidenten des südkoreanischen Automobilherstellers befördert, kurz darauf übernahm er auch die Leitung der Designbüros des Mutterunternehmens Hyundai Motor Company. Schreyer trägt seither Verantwortung für die gesamte Hyundai Kia Automotive Group.

## Biografie

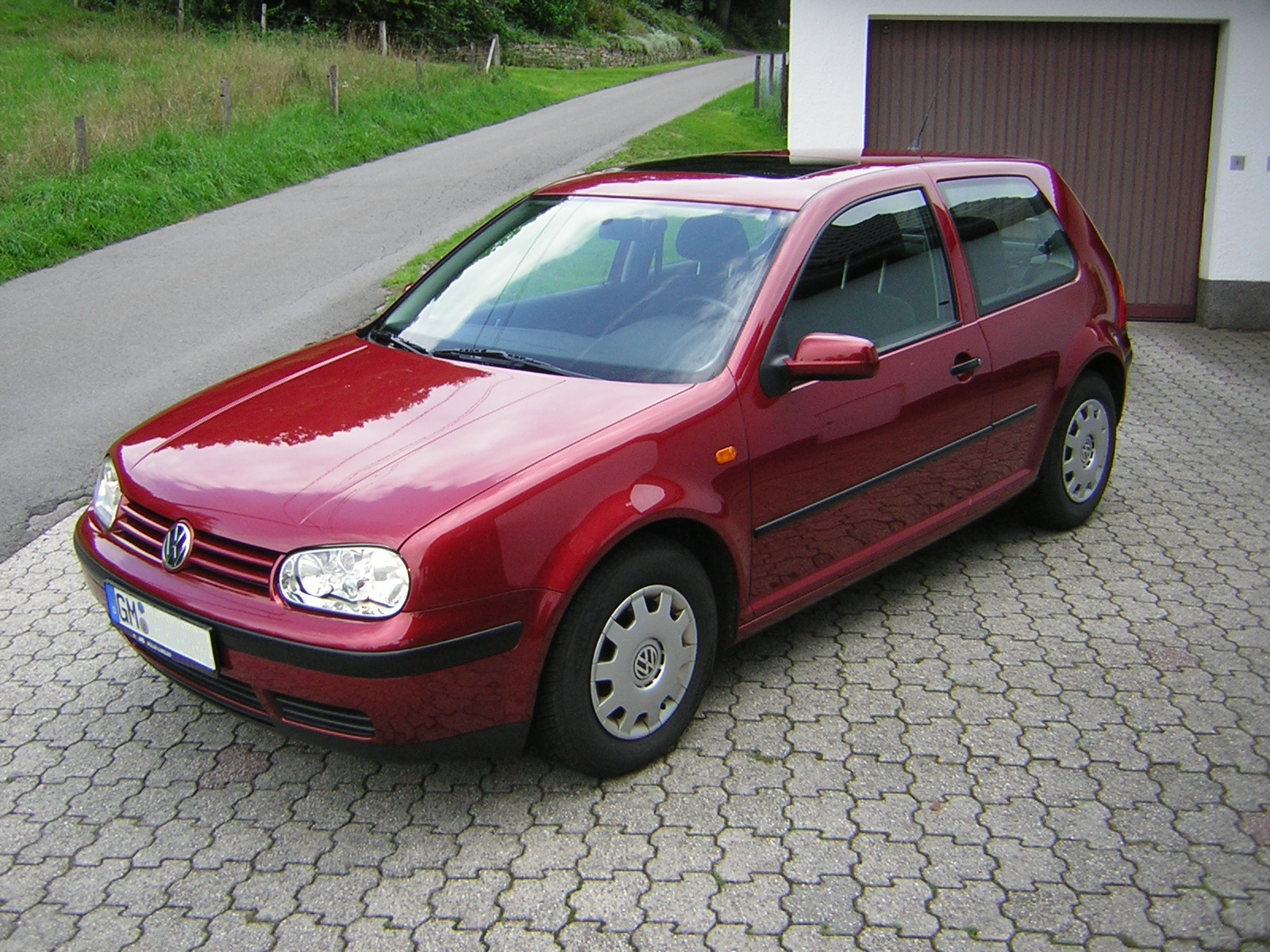
Das meistverkaufte Fahrzeug, für dessen Design Schreyer verantwortlich zeichnete: VW Golf IV (1997)

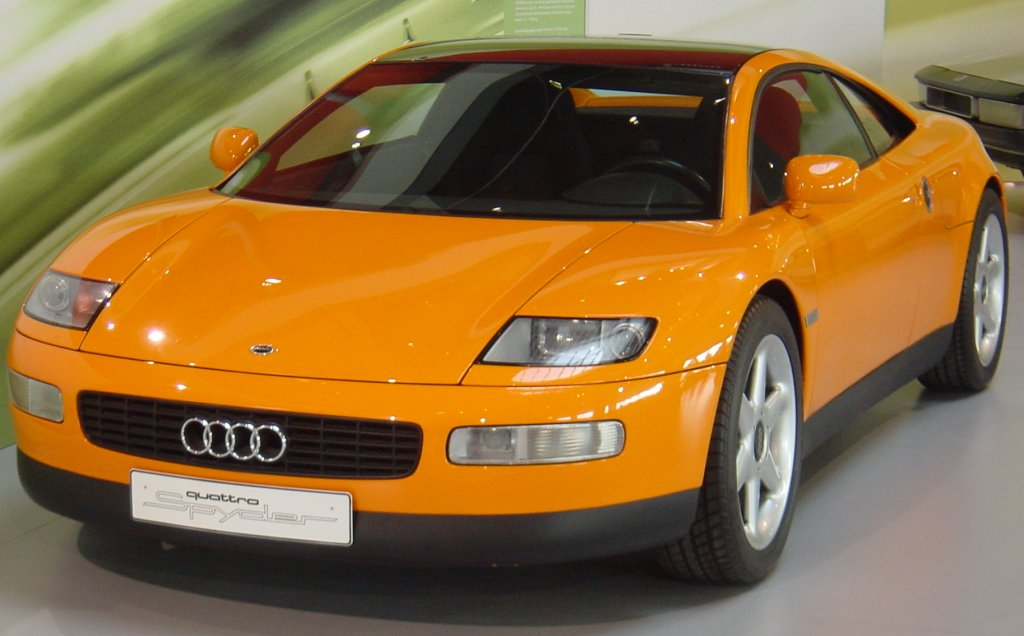
Konzeptstudie Audi quattro spyder aus dem Jahr 1991

Schreyer studierte Industriedesign an der Fachhochschule München. Bereits während des Studiums arbeitete er ab 1978 als Werkstudent bei Audi in Ingolstadt. Diese verliehen ihm 1979 aufgrund seines Talents ein Stipendium für ein Designstudium am renommierten Royal College of Art in London. Als Mitarbeiter des Audi Volkswagen Advanced Design Centre im kalifornischen Simi Valley entwarf Schreyer unter anderem 1991 zusammen mit Erwin Himmel den Audi quattro spyder sowie das Interieur des Audi 100 C4, später zeichnete Schreyer für das Design des New Beetle und des VW Golf IV verantwortlich.

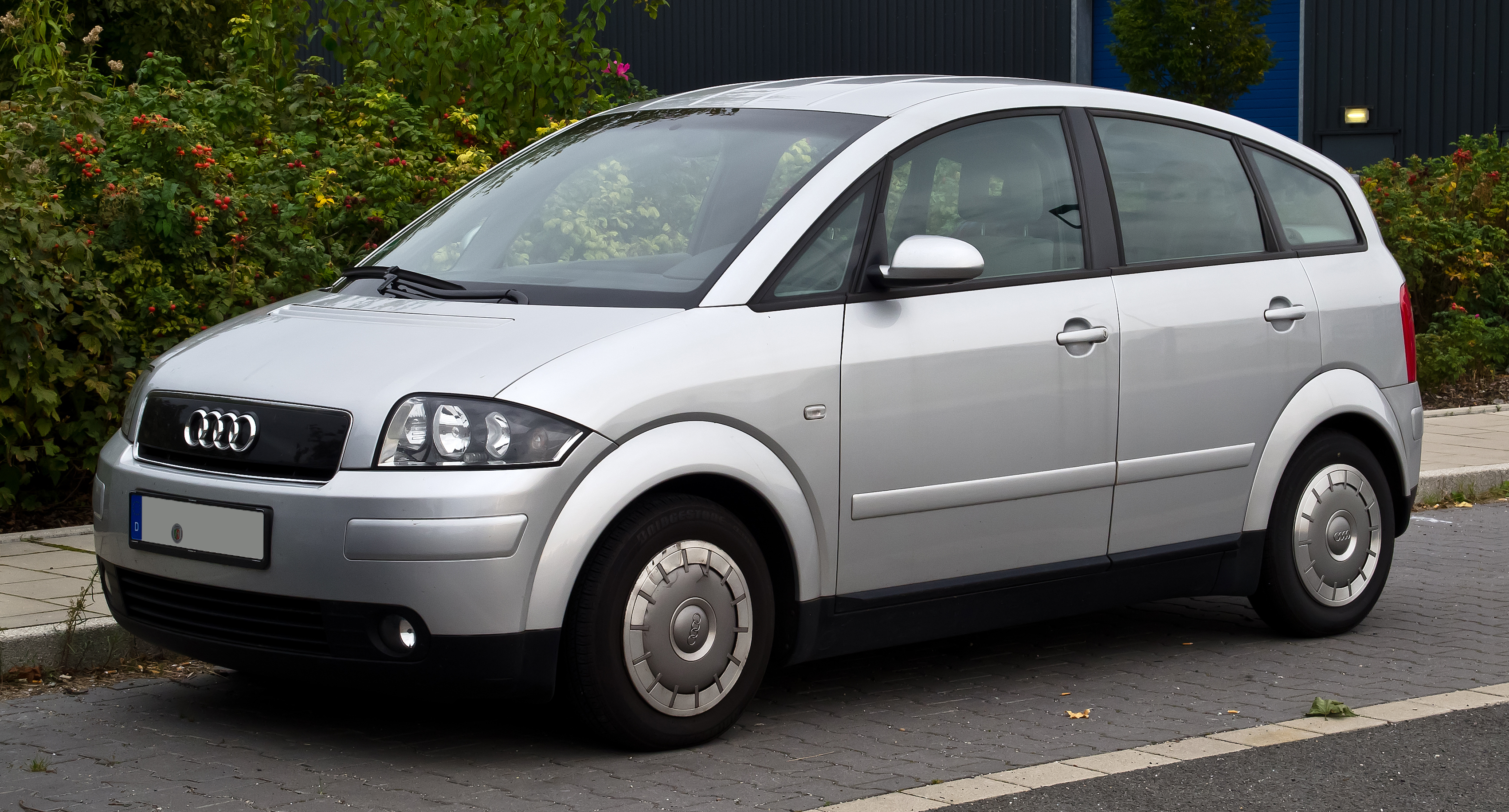
Der preisgekrönte Audi A2, der ab 1999 produziert wurde

Zwischen 1994 und 2002 leitete Schreyer Audi Design. Mit seinem Team entwickelte er neue Designstrategien, die es Audi ermöglichten, im Hinblick auf Design und Funktionalität zu einer der weltweit angesehensten Automobilmarken zu avancieren. So entstand unter Schreyers Leitung 1994 der Audi TT und 1999 mit dem Audi A2 das erste Großserienfahrzeug mit Alu-Karosserie, für das er 2002 zusammen mit seinem Kollegen Gerd Pfefferle den Designpreis der Bundesrepublik Deutschland erhielt. Im August 1999 nahm Schreyer im Namen des Designteams von Audi den „Radius“-Wanderpokal entgegen, der dem jeweils besten Designteam des Jahres im Rahmen des Red Dot Award: Product Design verliehen wird. In der Begründung hieß es, Audi habe mit dem Imagewandel durch designorientierte Strategien dazu beigetragen, sich weltweit zu einer gefragten Automobilmarke mit einer eigenen klar identifizierbaren Formensprache zu entwickeln.
2002 wurde Schreyer von dem zuvor für VW aktiven Gerd Pfefferle als Design-Leiter der Audi AG abgelöst und überließ daraufhin Walter Maria de’Silva seinen Platz als Chefdesigner der Markengruppe Audi. Schreyer wiederum wechselte zu Volkswagen Design und war dort bis zur Übernahme des Postens im Jahr 2006 durch den ehemaligen Mercedes-Designer Murat Günak VW-Konzerndesignchef. Unter anderem gestaltete Schreyer zu dieser Zeit auch eine kreisrunde Digitalkamera für das Unternehmen Minox.
Zum 1. September 2006 wechselte Schreyer, anfänglich von Häme und Spott begleitet, auf Einladung des südkoreanischen Automobilherstellers Kia Motors zu deren Designabteilung. Schreyer leitete dort anfänglich die drei regionalen Designbüros in Frankfurt am Main, Tokio und im kalifornischen Irvine und darüber hinaus das Hauptzentrum im südkoreanischen Namyang. Schreyer sollte der Automobilmarke eine einheitliche und unverwechselbare Formensprache geben, der Kia-Konzern sicherte ihm hierfür große kreative Freiheit zu.

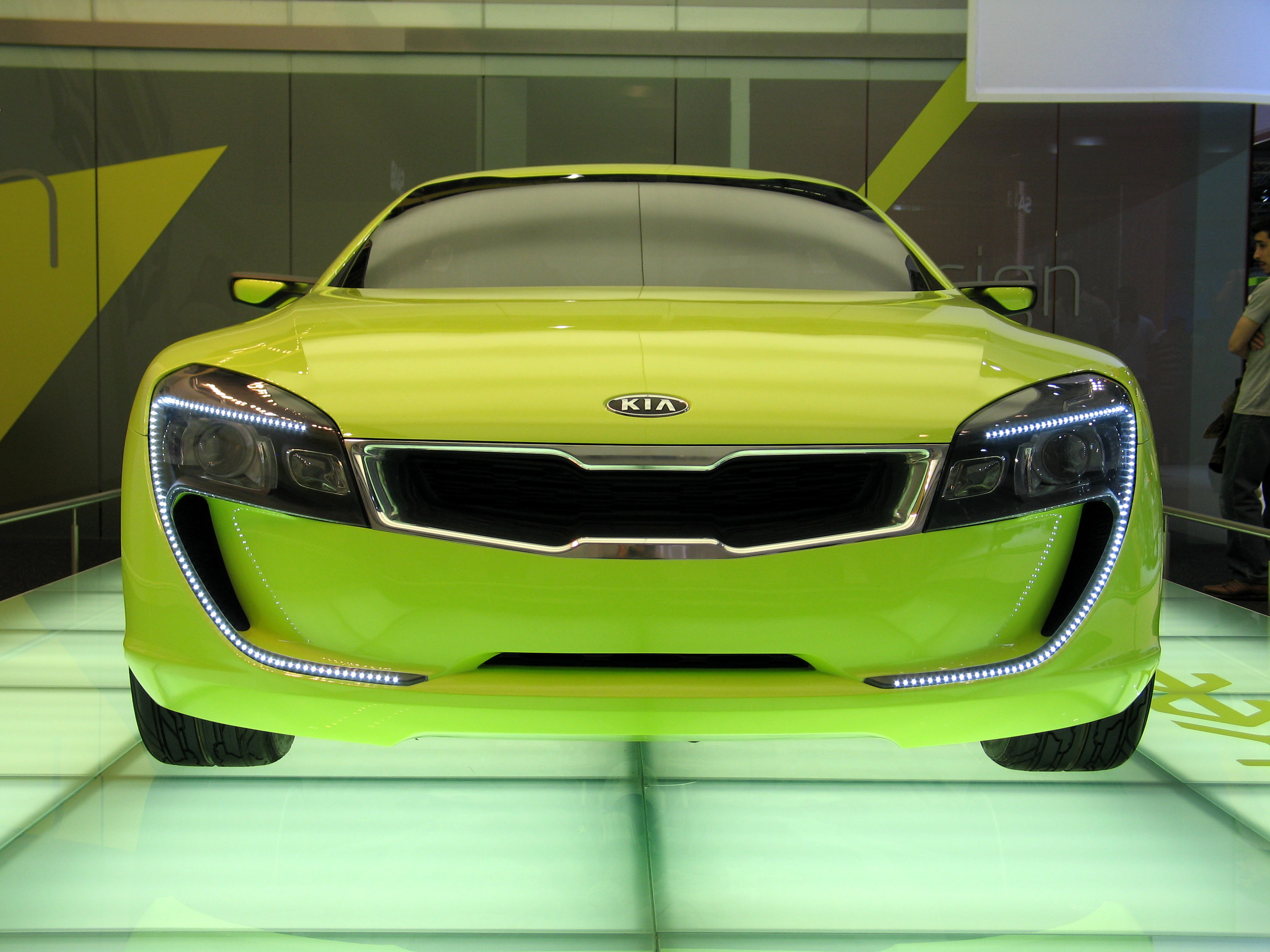
Der Kia Kee auf der IAA 2007 mit der Tigernase

Auf der IAA 2007 wurde mit dem Sportcoupé Kia Kee die erste Kia-Fahrzeugstudie präsentiert, die die Handschrift Schreyers trägt. Es handelte sich hierbei auch um das erste Fahrzeug, das die „Tiger Nose“ (Tigernase) – ein Kühlergrill mit Doppeltrapezstruktur – als neues Erkennungszeichen der Marke führte. Ein Jahr später folgte unter Schreyers Leitung der Serienwagen Kia Soul, bis 2013 wurden alle bestehenden Modellreihen Kias unter Schreyers Leitung überarbeitet, zudem weitere neue Modelle wie Kia Cadenza, Kia Optima oder Kia Venga eingeführt.
Anfang 2013 wurde Schreyer als bis dahin erster Nicht-Koreaner zu einem der drei Firmenpräsidenten des Familienunternehmens Kia befördert. Mitte Januar des gleichen Jahres wurde ihm die Verantwortung für die Designbüros der kompletten Hyundai Kia Automotive Group übertragen.
In seiner Freizeit betätigt sich Schreyer als Maler und Künstler. 2009 und 2011 nahm er an der Gwangju-Design-Biennale teil. 2012 wurde eine Auswahl seiner Werke unter dem Titel „Inside Out“ in der Gallery Hyundai im südkoreanischen Seoul ausgestellt.
Seinen Wohnsitz hat Schreyer nach wie vor in Ingolstadt.

## Rezeption und Bedeutung

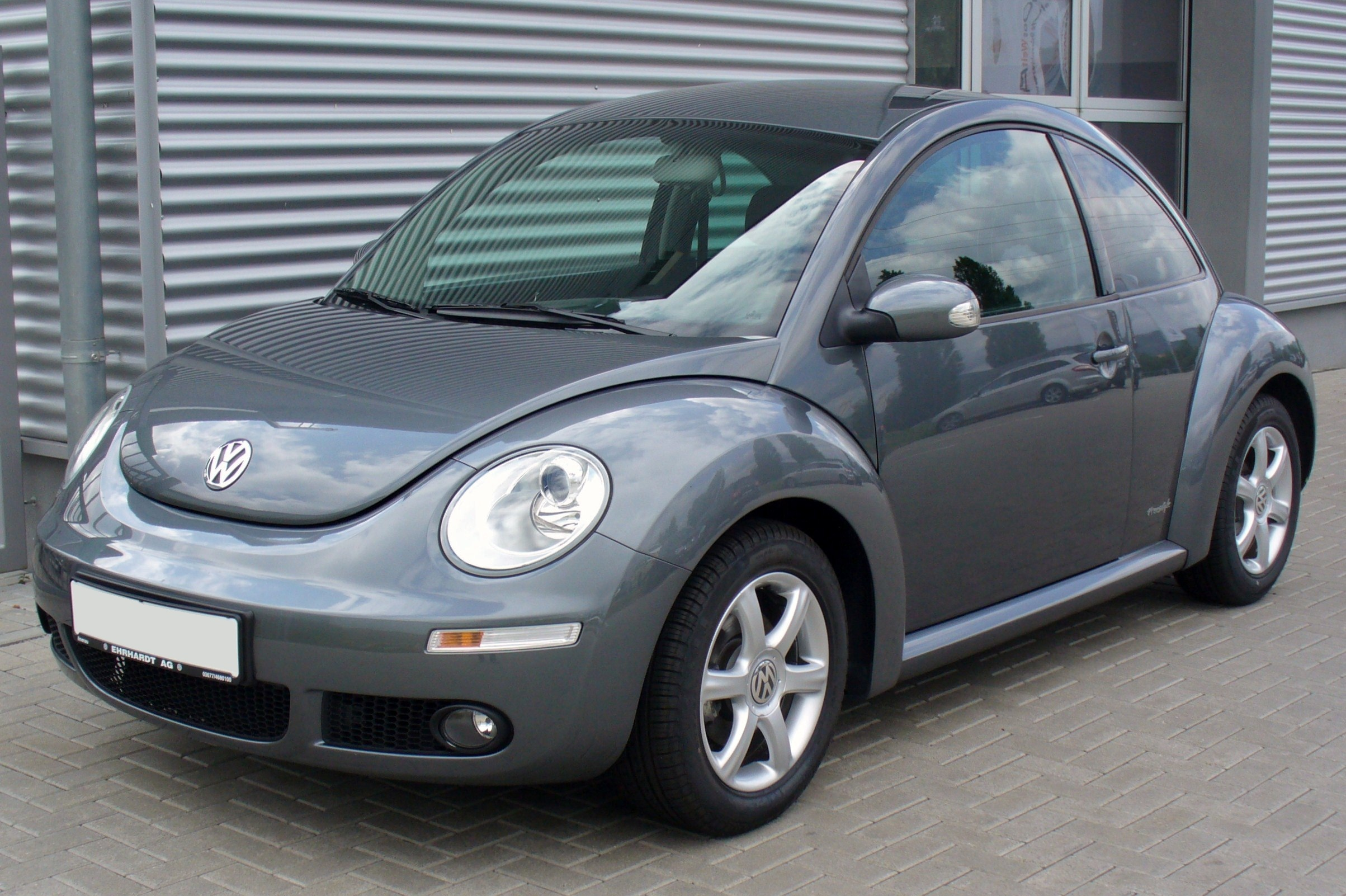
„Kultauto“ im von Schreyer verantworteten Retro-Design: New Beetle

Schreyer ist einer der anerkanntesten Designer in der Automobilbranche. Die Welt schrieb 2013 über Schreyer, er sei „der beste und größte Autodesigner der Gegenwart“.
Im Jahr 2007 bekam Schreyer die Ehrendoktorwürde des Royal College of Art verliehen. Er ist damit nach Sergio Pininfarina und Giorgetto Giugiaro der dritte Designer im Automobilbereich, dem diese Ehre zuteilwurde.
Schreyer wird ein maßgeblicher Anteil an der erfolgreichen Unternehmensentwicklung von Kia und Hyundai zugeschrieben. Seit Schreyers Amtsantritt wurden Kia-Modelle bis 2013 zehnmal mit dem Red Dot Design Award ausgezeichnet.
Der frühere VW-Aufsichtsratschef Ferdinand Piëch benannte Schreyers Weggang in einem Interview als Fehler: „Ihn hätten wir nicht gehen lassen sollen“.

## Auszeichnungen
- 1999: Red Dot Design Award: „Radius“-Wanderpokal für das beste Designteam des Jahres (stellvertretend für das Audi-Design-Team)
- 2002: Designpreis der Bundesrepublik Deutschland für Audi A2 (mit Gerd Pfefferle)
- 2007: Ehrendoktor des Royal College of Art
- 2011: Top Gear Magazine: „Man of the Year“
- 2011: Automotive News: „All-Star“
- 2012: Automobile magazine: „Man of the Year“[27]
- 2013: Goldenes Ehrenlenkrad[24]